# Rybina
Rybina (deutsch Fischerbabke) ist ein Dorf und Schulzenamt der Landgemeinde Stegna im Powiat Nowodworski der Woiwodschaft Pommern in Polen. Die Einwohnerzahl im Jahr 2021 betrug 509.

## Geographie
Das Dorf liegt 24 Kilometer nordwestlich von Elbląg (Elbing) und 25 Kilometer östlich von Danzig. Die Kreisstadt Nowy Dwór Gdański (Tiegenhof) liegt neun Kilometer südöstlich, Stegna (Steegen) vier Kilometer nördlich. Nachbarorte sind Stegna im Norden, Sztutowo (Stutthof) im Nordosten, Grochowo Drugie (Störbuderkampe) und Grochowo Pierwsze (Neukrügerskampe) im Osten, Chełmek (Hinterthor und Neulicht) im Südosten, Tujsk (Tiegenort) und Świerznica (deutsch Kalteherberge) im Süden sowie Głobica (Glabitsch) im Westen.
Die Landschaft gehört zum Steegener Werder im Żuławy Wiślane (Weichsel-Nogat-Delta). Der Ort liegt auf dem Nordufer der Szkarpawa (Elbinger Weichsel), von der hier die Wisła Królewiecka (Königsberger Weichsel) abzweigt.

## Geschichte

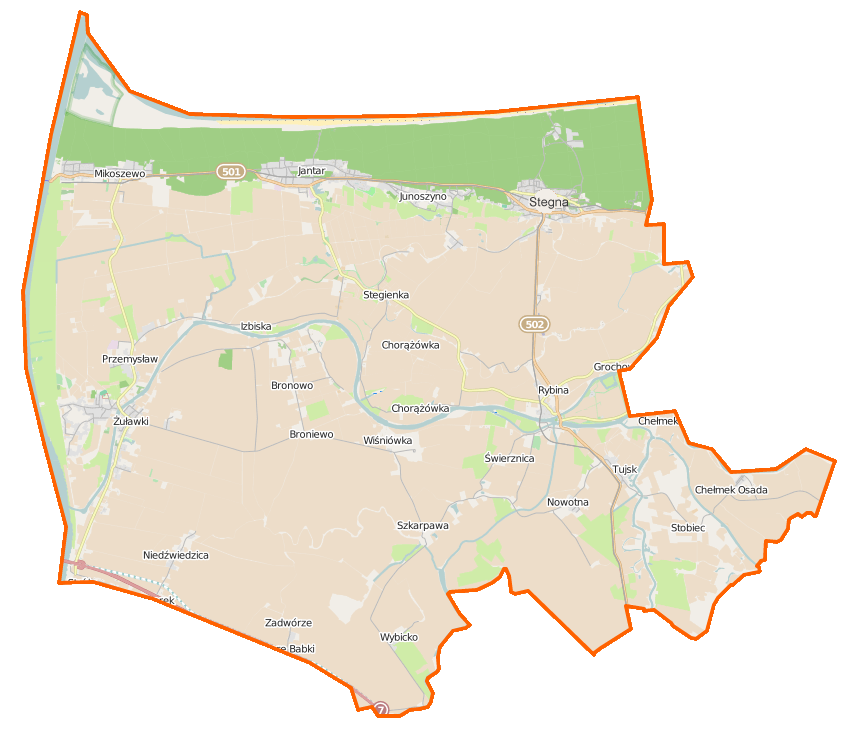
Karte der Landgemeinde

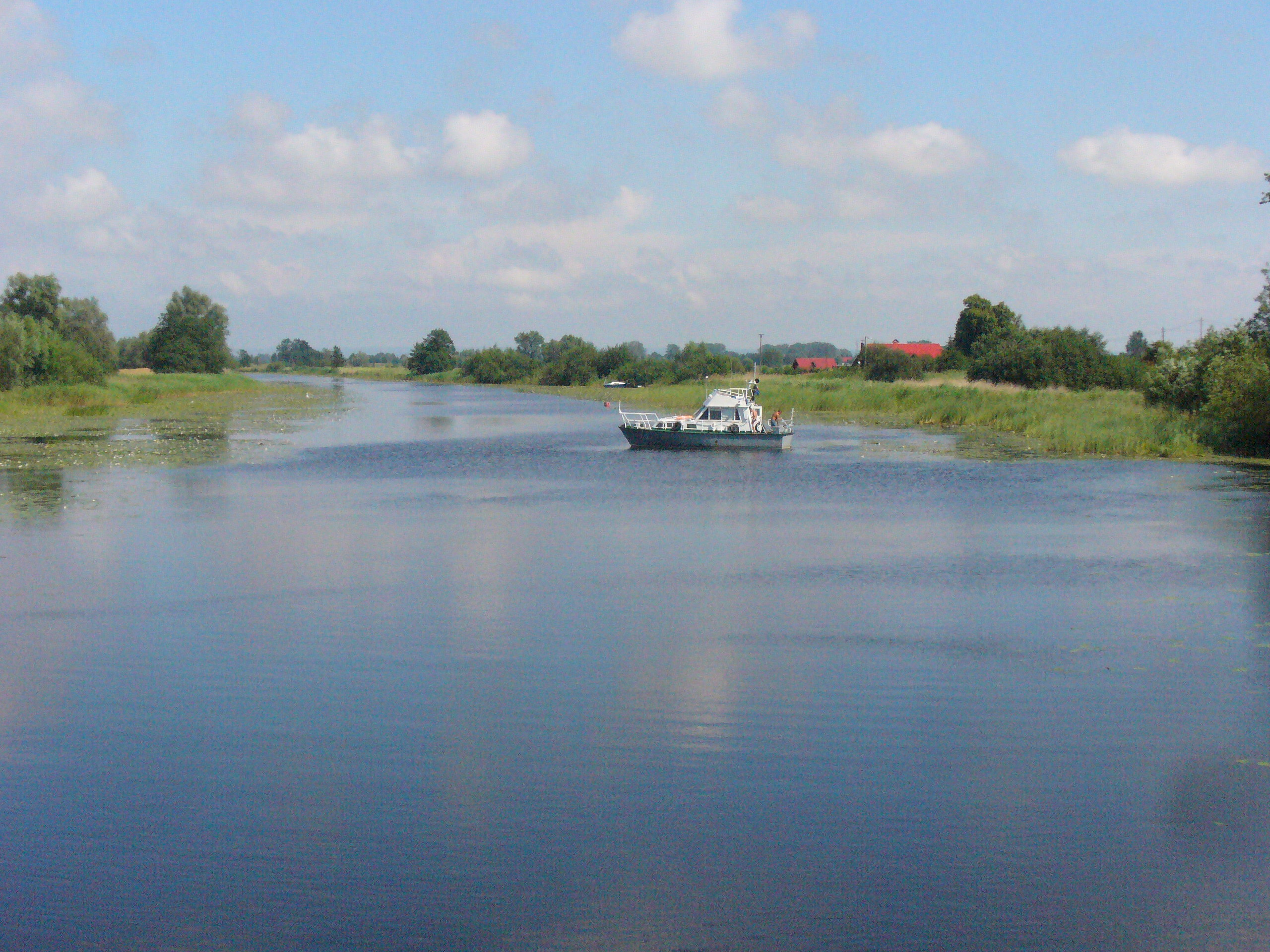
Die Szkarpawa (Elbinger Weichsel) bei Rybina

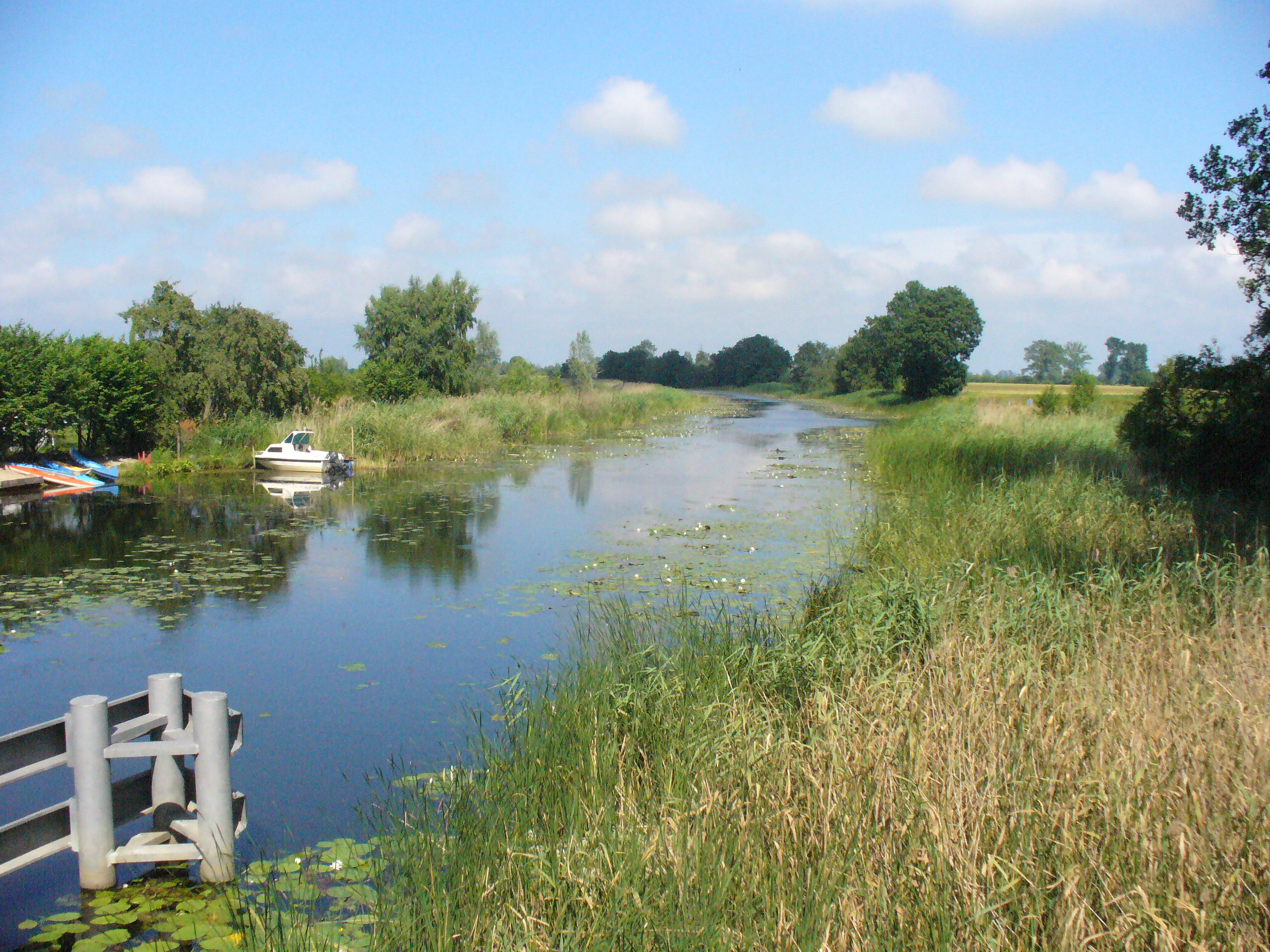
Die Wisła Królewiecka (Königsberger Weichsel)

Das Steegener Werder kam 1454 durch König Kasimir IV. vom Deutschordensstaat an die Stadt Danzig. Die Lutheraner von Fischerbabke hatten ihre Pfarrkirche in Steegen, Katholiken waren nach Tiegenhagen eingepfarrt.
Mit der zweiten Polnischen Teilung wurde das Gebiet der Stadt Danzig 1793 von Preußen annektiert. Es kam von 1807 bis 1814 zur Republik Danzig. Am 1. Januar 1874 wurde die Kreisordnung für die Provinz Preußen eingeführt, diese wurde vier Jahre später wieder in die Provinzen Ost- und Westpreußen geteilt. Am 25. April 1874 wurde der Amtsbezirk Steegen gebildet. Fischerbabke war eine Landgemeinde im Landkreis Danzig (ab 1887 Kreis Danziger Niederung). Die Einwohnerzahl von Fischerbabke stieg von 469 (in 1852) auf 475 (1910) an. Sitz des Amtsgerichts war Danzig.
Im Jahr 1905 wurde die Landgemeinde an das Schmalspurbahnnetz der Westpreußischen Kleinbahnen AG – heute Żuławska Kolej Dojazdowa angeschlossen. Die Bahn überquert die Elbinger Weichsel mit einer Drehbrücke zwischen Rybina und Świerznica.
Kreis und Amtsbezirk wurden gemäß den Bestimmungen des Friedensvertrags von Versailles am 10. Januar 1920 an die Freie Stadt Danzig abgetreten. Nach dem deutschen Überfall auf Polen kam das Gebiet von 1939 bis 1945 zum Reichsgau Danzig-Westpreußen und in der Folge des Zweiten Weltkriegs an die Republik Polen. Die deutschen Ortsbewohner wurden vertrieben.
Der Ort gehört seit 1973 zur Landgemeinde Stegna. Die Landgemeinde war von 1954 bis 1972 in Gromadas aufgelöst. Von 1975 bis 1998 war der Powiat aufgelöst und Ort und Gemeinde kamen zur Woiwodschaft Elbing. Zum 1. Januar 1999 kam die Gemeinde zum Powiat Nowodworski der Woiwodschaft Pommern. Bożena Cymerys-Podziewska wurde 2019 in das Amt des Sołtys des Schulzenamts (sołectwo) Rybina gewählt. Die Einwohnerzahl des Dorfs nahm von 1998 bis 2021 um 2,2 Prozent zu.

## Einwohnerzahlen
1852–1910:
1852: 469
1885: 407
1905: 492
1910: 475
1998–2021:
1998: 498
2002: 451
2011: 488
2021: 509

## Bildung
Die Gemeindebibliothek in Rybina war 2021 mit 6105 Medieneinheiten ausgestattet.

## Verkehr
Durch Rybina führt die Woiwodschaftsstraße DW502 (ehemals Reichsstraße 129) von der Kreisstadt nach Stegna an der Danziger Bucht der Ostsee. Die Kleinbahn Żuławska Kolej Dojazdowa mit dem Haltepunkt Rybina dient nur noch dem Tourismus. Der nächste internationale Flughafen ist Danzig.

## Persönlichkeiten
- Otto Schmidt (1898–1962), deutscher Rechtsmediziner und Hochschullehrer
- Walter Hoeft (1906–1939), polnischer Priester und Märtyrer der katholischen Kirche.